# André Pieyre de Mandiargues
Pour les articles homonymes, voir Pieyre.
André Pieyre de Mandiargues, né le 14 mars 1909 à Paris où il est mort le 13 décembre 1991, est un écrivain français souvent considéré comme surréaliste, et, même s'il le rejoint sur certains aspects, il ne pourrait y être totalement rattaché. De fait, il est aussi membre inavoué du romantisme noir et constitue l'un des derniers représentants du symbolisme. 
Son œuvre comprend des poèmes, des contes et des romans (notamment Le Musée noir, en 1946, Soleil des loups, en 1951 et Feu de braise, en 1959), des essais sur l'art et la littérature, des pièces de théâtre (Isabella Morra, 1973), des recueils de poèmes (L'Âge de craie, 1961) ainsi que des traductions. Il a également reçu le Prix Goncourt en 1967 pour son roman La Marge, et le Grand prix de poésie de l'Académie française en 1979.

## Blason

Armes de la famille Pieyre de Mandiargues (modèle de 1815).

## Biographie
André Paul Edouard Pieyre de Mandiargues naît le 14 mars 1909 dans une famille appartenant à la noblesse d’Empire de tradition calviniste. Son père est languedocien et cévenol, sa mère normande, Lucie Bérard,  est la fille de Paul Bérard, collectionneur d'art et mécène de Renoir.
Il entreprend des études de lettres avant de se passionner pour l'archéologie et notamment la civilisation étrusque. Il visite l'Europe et le bassin méditerranéen avant la Seconde Guerre mondiale. En 1943, il se réfugie à Monaco où il publie son premier recueil : Dans les années sordides. Rentré à Paris en 1945, il fait la connaissance en 1947 de l'artiste-peintre, Bona Tibertelli de Pisis (1926-2000), nièce du peintre ferrarais Filippo De Pisis, qu'il épouse en 1950.
Il signe en 1960 le Manifeste des 121 titré « Déclaration sur le droit à l’insoumission dans la guerre d’Algérie ».
En 1967, il est lauréat du prix Goncourt pour son roman La Marge,, qui est adapté au cinéma presque 10 ans plus tard par Walerian Borowczyk sous le même titre, La Marge, en 1976. 
En juin 1968, sort le film La Motocyclette, adapté par Jack Cardiff d'après son roman du même nom, un road movie psychédélique avec Alain Delon et Marianne Faithfull.  
L'une de ses nouvelles, La Marée, est également adaptée comme saynète avec Fabrice Luchini et Lise Danvers dans le film érotique Contes immoraux du même Walerian Borowczyk en 1974.
En 1979, André Pieyre de Mandiargues reçoit le Grand prix de poésie de l'Académie française.
Proche de la NRF, André Pieyre de Mandiargues a laissé une correspondance importante avec Jean Paulhan et nombre d'écrivains, comme Nelly Kaplan. Il a été proche également de beaucoup de peintres comme Wilfredo Lam ou Guillaume Corneille. Ses archives — et celles de son épouse Bona — sont déposées à l'Institut mémoires de l'édition contemporaine (IMEC), à Saint-Germain-la-Blanche-Herbe, dans l'abbaye d'Ardenne près de Caen.
Amateur d'érotisme, il a préfacé les œuvres de Pierre Louÿs éditées en 10/18, et plusieurs de ses œuvres ont une inspiration érotique,.
Il meurt en décembre 1991 et est inhumé au cimetière du Père-Lachaise (13e division), à Paris. En 1993, un roman posthume inédit est publié, Monsieur Mouton, écrit en 1933,.
Il a été influencé par le romantisme allemand et par les écrits d'André Breton, mais refusa d'être assimilé au groupe des surréalistes. Il est quelquefois considéré comme l'un des derniers représentants du symbolisme,.
Son frère cadet, Alain (1915-2008), a été le premier mari d'Éliane Victor.[réf. nécessaire]

## Œuvres

### Poésie
- Dans les années sordides, frontispice et deux dessins de Leonor Fini, 280 exemplaires numérotés, à compte d'auteur, Monaco, 1943.
  - Dans les années sordides, Paris, Gallimard, coll. "Métamorphoses", édition augmentée, 1948.
- Hedera ou la persistance de l'amour pendant une rêverie, Monaco, Hommage, 1945.
- Les Incongruités monumentales, Paris, Robert Laffont, 1948.
  - Les Incongruités monumentales, avec 33 lithographies d'Enrico Baj, Paris, Michel Cassé, 1967.
- Astyanax, dessins de Bona, Paris, Le Terrain Vague, 1957.
- Cartolines et dédicaces, Paris, Le Terrain Vague, 1960.
- L'Âge de craie, suivi de Hedera, "premier cahier de poésie", Paris, Gallimard, 1961.
- La Nuit l'amour, avec 15 eaux-fortes de Bernard Dufour, Paris, Chez Pierre Loeb, 1961.
- Astyanax, précédé de Les Incongruités monumentales et suivi de Cartolines et dédicaces, "troisième cahier de poésie", Paris, Gallimard, 1964.
- Le Point où j'en suis, suivi de Dalila exaltée et de La Nuit l'amour, "quatrième cahier de poésie", Paris, Gallimard, 1964.
- Larmes de Généraux, lithographies d'Enrico Baj, Stockholm, Hermann Igell, 1965.
- Jacinthes, eaux-fortes d'Alexandre Bonnier, Paris, O.L.V., coll. "Paroles peintes", 1967.
- Ruisseau des solitudes, suivi de Jacinthes et de Chapeaugaga, "cinquième cahier de poésie", Paris, Gallimard, 1968.
- Le Lièvre de la lune, avec 2 eaux-fortes d'Enrico Baj, Milan, M'Arte Edizioni, 1970.
- Chapeaugaga ovvero Academic Micmac, avec 15 eaux-fortes d'Enrico Baj, Milan, Edizioni d'Arte Grafica Uno, 1er may 1970 (100 exemplaires).
- Croiseur noir, avec 6 eaux-fortes de Wifredo Lam. Paris, O. Lazar-Vernet, 1972.
- L'Ivre Œil, suivi de Croiseur noir et de Passage de l'Égyptienne, "sixième cahier de poésie", Paris, Gallimard, 1979.
- Sept Jardins fantastiques, avec 7 eaux-fortes de Kiyozumi Yamashita, Tokyo, Éditions Muleta, 1983.
- Cuevas blues, Montpellier, Fata Morgana, 1986.
- Carrare, Paris, avec 4 aquarelles de Osa Sherdin, 1987
- Passage de l'Égyptienne, eaux-fortes de Miro, R.L.D., 1987.
- Écriture ineffable, avec 2 eaux-fortes de Mehdi Qotbi, Montpellier, Fata Morgana, 1988.
- Les Portes de craie, illustrations de Pierre Alechinsky, Paris, Robert et Lydie Dutrou, 1989.
- Les Variations citadines, avec 4 lithographies de Bona. Postface de Gérard Macé. Paris, Chez Michel Cassé, 1992.
- Gris de perle, suivi de Les portes de craie, Cuevas blues, Sept jardins fantastiques et Variations citadines, "dernier cahier de poésie", Paris, Gallimard, 1993.
- L'Âge de craie, suivi de Dans les années sordides, Astyanax et Le Point où j'en suis, Poésies complètes, tome I, Paris, Poésie / Gallimard, 2009.
- Écriture ineffable, précédé de Ruisseau des solitudes, de L'Ivre Œil et suivi de Gris de perle, Poésies complètes, tome II, édition établie par Claude Leroy, Paris, Poésie / Gallimard, 2009.

### Contes et nouvelles
- Le Musée noir, Paris, Robert Laffont, 1946 ; recueil de nouvelles.
- L'Étudiante, Paris, Fontaine, coll. « L'Âge d'or ». Recueilli dans Soleil des loups (1951).
- Soleil des loups, Paris, Robert Laffont, 1951.
- Feu de braise, Paris, Grasset, 1959 [14].
- La Marée, Le Cercle du livre précieux, HC, 1962. Recueilli dans Mascarets (1971)[6].
- Sabine, Paris, Mercure de France, 1963. Recueilli dans Porte dévergondée (1965).
- Porte dévergondée, récits, Paris, Gallimard, coll. « Le Chemin », 1965[8].
- Le Marronnier, Paris, Mercure de France, 1968. Recueilli dans Mascarets (1971).
- La Nuit de mil neuf cent quatorze, Paris, L'Herne, 1971.
- Mascarets, récits, Paris, Gallimard, coll. « Le Chemin », 1971[6]..
- Sous la lame, récits, Paris, Gallimard, coll. « Le Chemin », 1976.
- Le Deuil des roses, nouvelles, Paris, Gallimard, 1983.
- Récits érotiques et fantastiques, Paris, Gallimard, coll. « Quarto », 2009.

### Romans
- Marbre, récit, Paris, Robert Laffont, 1953.
- L'Anglais décrit dans le château fermé (sous le pseudonyme de Pierre Morion), Oxford & Cambridge, 1953.
  - L'Anglais décrit dans le château fermé (sous son nom), Paris, Gallimard, 1979.
- Le Lis de mer, récit, Paris, Robert Laffont, 1956.
- La Motocyclette, Paris, Gallimard, 1963[5].
- La Marge, Paris, Gallimard, 1967. Prix Goncourt.
- Tout disparaîtra, récit, Paris, Gallimard, 1987[13].

Posthume :
- Monsieur Mouton, Montpellier, Fata Morgana, 1993[10],[11].

### Théâtre
- Isabella Morra, Gallimard, 1973, d'après Isabella Morra
- La Nuit séculaire, Gallimard, 1979.
- Arsène et Cléopâtre, Gallimard, 1981.

### Essais
- Masques de Léonor Fini, avec quatre planches de dessin de Leonor Fini et dix photographies d'André Ostier, Paris, La Parade, 1951.
- Les Monstres de Bomarzo, avec trente-six photographies de Glasberg, Paris, Grasset, coll. "La Galerie en images", 1957.
- Le Cadran lunaire, Paris, Robert Laffont, 1958.
- Le Belvédère, Paris, Grasset, 1958.
- Sugaï, Paris, Georges Fall éditeur, coll. "Le Musée de poche", 1960.
- Deuxième Belvédère, Paris, Grasset, 1962.
- Les Corps illuminés, photographies de Frédéric Barzilay, Paris, Mercure de France, 1965.
- Beylamour, Paris, Jean-Jacques Pauvert, 1965.
- Critiquettes, eaux-fortes de Bona, Montpellier, Fata Morgana, 1967.
- Troisième Belvédère, Paris, Gallimard, 1971.
- Bona l'amour et la peinture, Genève, Skira, coll. "Les Sentiers de la création", 1971.
- Arcimboldo le merveilleux (en coll. avec Yasha David), Paris, Robert Laffont, 1977.
- Le Trésor cruel de Hans Bellmer, Paris, Le Sphinx, coll. "Le Plan des Sources", 1979.
- Aimer Michaux, Montpellier, Fata Morgana, 1983.

Posthumes :
- Quatrième Belvédère, Paris, Gallimard, 1995.
- Ultime Belvédère, Montpellier, Fata Morgana, 2002.
- Les Rougets, illustré par une soixantaine d'artistes chargés chacun de six à trente volumes, Montpellier, Fata Morgana, 2003.

### Traductions
- Octavio Paz, La Fille de Rappacini, Paris, Mercure de France, 1972.
- W. B. Yeats, Le Vent parmi les roseaux, eaux-fortes de Miro, O. L. V., 1972.
- Filippo de Pisis, La Petite Bassaride, L'Herne, 1972.
- Filippo de Pisis, 11 + 1 poèmes, eaux-fortes de Bona, Rome, Carlo Bestetti, 1975.
- Yukio Mishima, Madame de Sade, Gallimard, 1976 (avec Nobutaka Miura).
- Yukio Mishima, L'Arbre des tropiques, Gallimard, 1984 (avec Jun Shiragi).

### Entretiens
- Le Désordre de la mémoire, entretiens avec Francine Mallet, Gallimard, 1975.
- Un Saturne gai, entretiens avec Yvonne Caroutch, Gallimard, 1982.

### Correspondance
- Lettres à Jean Paulhan, La Nouvelle Revue Française no 554, juin 2000.
- Bona et André Pieyre de Mandiargues, Correspondances, éditions Filigranes, coll. "Saison", nos 22, 2005.
- « Écris-moi tes hauts faits et tes crimes », correspondance avec Nelly Kaplan de 1962 à 1991, Paris, Tallandier, 2009[7].
- André Pieyre de Mandiargues et Jean Paulhan, Correspondance 1947-1968. Édition établie, annotée et préfacée par Éric Dussert et Iwona Tokarska-Castant, Paris, Gallimard, coll. Les Cahiers de la NRF, 2009.
- Leonor Fini et André Pieyre de Mandiargues, L'Ombre portée. Correspondance 1932-1945. Traduit de l'italien par Nathalie Bauer. Paris, Le Promeneur, 2010
- André Pieyre de Mandiargues et Francis Ponge, Lettres familières 1950-1980. Édition établie, annotée et présentée par Gérard Farasse, La Rochelle, Éditions Himeros, 2011.

## Hommage

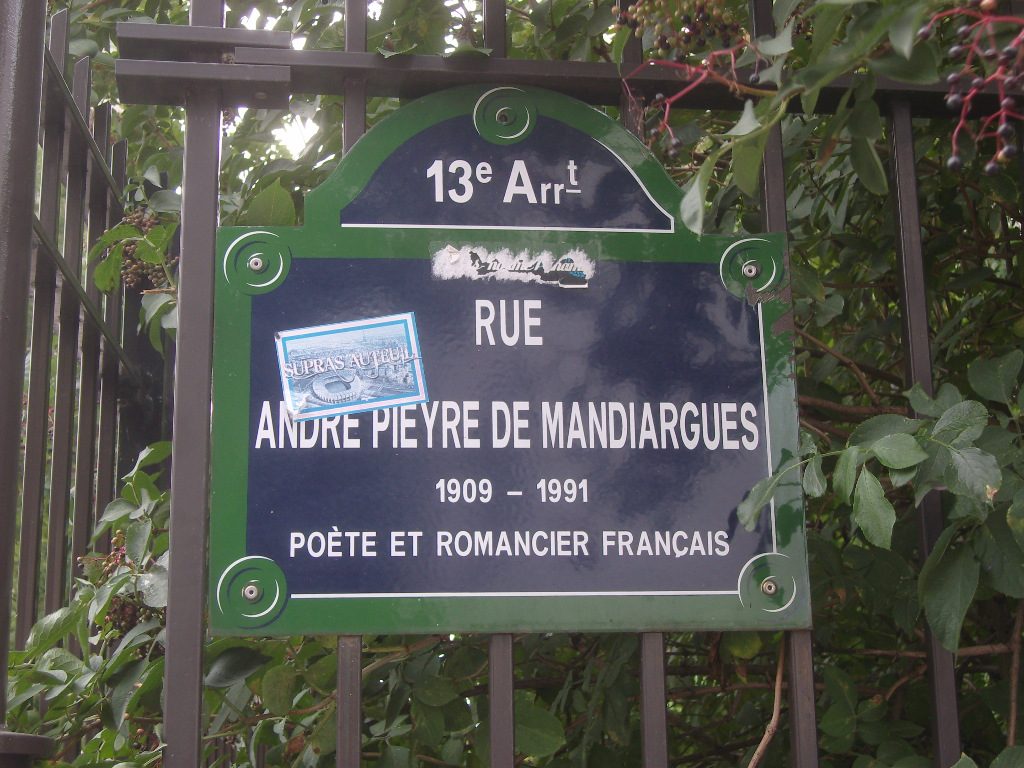
Plaque de rue de la rue André-Pieyre-de-Mandiargues.

Il existe depuis 1999 une rue André-Pieyre-de-Mandiargues dans le 13e arrondissement de Paris.

#### Bases de données et dictionnaires
- Ressources relatives à la littérature :   - Académie française (lauréats)
  - Internet Speculative Fiction Database
  - NooSFere
  - Printemps des poètes
- Ressources relatives aux beaux-arts :   - AGORHA
  - British Museum
- Ressources relatives à l'audiovisuel :   - IMDb
  - Unifrance
- Ressource relative au spectacle :   - Les Archives du spectacle
- Ressource relative à la musique :   - Discogs
- Notices dans des dictionnaires ou encyclopédies généralistes :   - Brockhaus
  - Deutsche Biographie
  - Enciclopedia italiana
  - Enciclopedia De Agostini
  - Gran Enciclopèdia Catalana
  - Hrvatska Enciklopedija
  - Internetowa encyklopedia PWN
  - Nationalencyklopedin
  - Store norske leksikon
  - Treccani
  - Universalis
  - Visuotinė lietuvių enciklopedija
- Notices d'autorité :   - VIAF
  - ISNI
  - BnF (données)
  - IdRef
  - LCCN
  - GND
  - Italie
  - Japon
  - CiNii
  - Espagne
  - Belgique
  - Pays-Bas
  - Pologne
  - Israël
  - NUKAT
  - Catalogne
  - Suède
  - Vatican
  - WorldCat